# Nguyễn Phi Hùng (ca sĩ)
Nguyễn Phi Hùng (sinh ngày 24 tháng 6 năm 1977 tại Đan Phượng, Hà Nội) là một ca sĩ, nhạc sĩ, diễn viên Việt Nam.

## Tiểu sử và sự nghiệp
Nguyễn Phi Hùng được bố mẹ hướng theo học múa từ năm 12 tuổi, hết lớp 12 anh chính thức chuyển sang chuyên môn ba-lê (ballet), từng nhận được học bổng giúp gia đình bớt gánh nặng học phí. Anh tốt nghiệp môn múa ballet Trường Múa Việt Nam năm 1996 và công tác tại Đoàn Ca múa Nhạc nhẹ Trung ương.
Năm 1998, thầy Trần Văn Lai của Đoàn ba lê 30/10 từ Thành phố Hồ Chí Minh ra Hà Nội tuyển diễn viên, Nguyễn Phi Hùng là một trong những người được tuyển. Từ năm 2000, anh chuyển sang lĩnh vực âm nhạc với sự giúp đỡ của đồng nghiệp là NSƯT Thái Đạt Minh. Trong một dịp dạy múa cho các ca sĩ của Trung tâm Tài Năng Mới, Nguyễn Phi Hùng có dịp giao lưu hát karaoke và được chị Thủy Nguyễn sau này quản lý của công ty, phát hiện tài năng. Nguyễn Phi Hùng chính thức gia nhập công ty giải trí Tài Năng Mới và nhanh chóng có ba liveshow riêng từ năm 2000 đến năm 2002.
Anh được khán giả chú ý đến sau khi anh hát thành công các ca khúc như Tình đơn côi, Mưa tuyệt vọng, Vắng cha và Dáng em. Từng đạt danh hiệu Diễn viên triển vọng của giải thưởng Cánh Diều Vàng. Anh hiện đang là ca sĩ độc quyền của Trung tâm Tài Năng Mới, anh cũng đã tự mở riêng cho mình công ty kinh doanh nhà đất tại Quận 7, Thành phố Hồ Chí Minh.

## Album đã phát hành
| Năm phát hành | Tên Album                                    | Xếp loại     | Hình thức        | Ghi chú                                    |
| ------------- | -------------------------------------------- | ------------ | ---------------- | ------------------------------------------ |
| 2000          | Giọng Ca Mới Nguyễn Phi Hùng                 | Album        | CD Vol.1         | tên khác: Mất nhau từ đây (cũng là bài #1) |
| 2001          | Niềm tin                                     | Album        | CD Vol.2         |                                            |
| 2002          | Anh không muốn ra đi                         | Album        | CD Vol.3         |                                            |
| 2002          | Đêm nhớ – Nếu anh quên tất cả                |              | CD               | Hợp tác với Cẩm Ly                         |
| 2002          | Tình Như Ngọn Nến (Xin chỉ là gấu mơ Vol.5)  | Tuyển tập    | CD               | Hợp tác với Mỹ Tâm                         |
| 2003          | Một đời cho con                              |              | CD               | [ 10 ]                                     |
|               | Only You                                     | Album        | CD Vol.4         |                                            |
|               | Nhớ Gấp Ngàn Lần Hơn                         | Album        | CD Vol.5         |                                            |
|               | Tình Mộng                                    | Album        | CD Vol.6         |                                            |
|               | Khúc Hát Yêu Đời – Mộng ước bên em           | Album        | CD Vol.7         |                                            |
|               | Nếu Anh Quên Tất Cả                          | Album        | CD Vol.8         |                                            |
|               | Một Cõi Riêng Mang                           | Album        | CD Vol.9         |                                            |
| 2005          | Tuổi Đá Buồn                                 | Album        | CD               | Một bộ                                     |
| 2005          | Vẽ bằng màu tình yêu                         | Album        | VCD              | Một bộ                                     |
|               | Vẫn chờ mãi một người                        | Tuyển tập    | CD               | Bướm đêm (studio) Vol.78                   |
| 2007          | Ngày bình yên                                | Album        | DVD              |                                            |
| 2009          | Nhỏ Ơi! Anh Nhớ Em                           | Album        | CD + DVD Karaoke |                                            |
| 2009          | Phép màu                                     | Single       | DVD              | [ 15 ]                                     |
| 2010          | Một Đời Cho Con                              | Album        | DVD              | Tựa khác: Những tình khúc dành cho cha mẹ  |
| 2012          | Phút ban đầu                                 |              |                  |                                            |
| 2012          | Chào Xuân                                    |              |                  |                                            |
| 2014          | Tình ca đất nước                             | Album        | CD               |                                            |
| 2017          | Thao Thức Vì Em                              | Album        |                  | [ 19 ]                                     |
| 2017          | Không Thể Nói (Tiền Duyên Hoa Thiên Cốt OST) | Album Single |                  | Hợp tác với Ái Phương, Nguyễn Văn Chung    |
| 2018          | Dành Cho Em cả Bầu Trời                      | Album        |                  |                                            |
|               | Đời Nghèo Mà Vui                             | Album        |                  |                                            |
| 2018          | Hồn Việt                                     | Album        |                  |                                            |
| 2019          | Cảm Ơn Một Thuở Yêu Người                    | Album        |                  |                                            |
| 2019          | Mùa Xuân Xôn Xao                             | Album        |                  |                                            |
| 2023          | Nghĩa Mẹ Tình Cha                            | MV           |                  | [ 20 ]                                     |
| 2022          | Xuân Quê Hương                               | Album        |                  | Hợp tác với Vy Oanh                        |

## Phim đã tham gia

### Truyền hình
| Năm  | Tựa phim                 | Vai diễn       | Đạo diễn                     | Kênh       | Nguồn         |
| ---- | ------------------------ | -------------- | ---------------------------- | ---------- | ------------- |
| 2003 | Sống chậm                | Nhà văn Thuyết | Vũ Thái Hòa                  | HTV7       |               |
| 2003 | Hải âu                   | Vũ Lâm         | Lê Bảo Trung                 | HTV7       |               |
| 2004 | Chiến quà hối (Tập 1, 3) | Quân đội Quốc  | Trần Châu Quý                | VTV3       |               |
| 2007 | Xin lỗi tình yêu         | Công Huy       | Hồng Ngân                    | HTV9       |               |
| 2008 | Lọ lem thời @            | Quốc Minh      | Trần Ngọc Phong              | HTV9       |               |
| 2010 | Yêu từ thuở nào          | Tuấn Anh       | Nhâm Minh Hiền               | THVL1      |               |
| 2011 | Chiếc giường chia đôi    | Thái Hòa       | Nguyễn Phương Điền           | HTV9       |               |
| 2011 | Em là tình yêu của anh   |                |                              | VTV3       |               |
| 2012 | Câu chuyện cuối mùa thu  | Nguyễn Bằng    |                              | HTV7       |               |
| 2015 | Chiếc vòng ngọc huyết    | Lê Phan        | Nhâm Minh Hiền               | VTV9       |               |
| 2015 | Sát thủ hoa hồng trắng   | Chiến          | Lê Quang Hưng                | SCTV14     |               |
| 2016 | Biển đời giông tố        | Huân           | Nguyễn Tiến Dũng (Dũng Nghệ) | SCTV14     | [ 21 ] [ 22 ] |
| 2016 | Nhảy cùng ước mơ         | Thầy Hùng      | Quốc Thành                   | HTV9       |               |
| 2017 | Biển đời giông tố        | Sỹ Huân        | Dũng Nghệ                    | Let's Viet |               |

### Điện ảnh
| Năm  | Tựa phim             | Vai diễn     | Đạo diễn                       | Nguồn  |
| ---- | -------------------- | ------------ | ------------------------------ | ------ |
| 2005 | Khi đàn ông có bầu   | Hùng         | Phạm Hoàng Nam                 |        |
| 2005 | Thập tự hoa          | Thắng        | Vương Quang Hùng, Lý Khắc Linh | [ 23 ] |
| 2008 | Duyên trần thoát tục | Thường Chiếu | Lê Cung Bắc                    |        |
| 2013 | Hiệp sĩ guốc vông    |              | Nguyễn Chánh Tín               |        |
| 2016 | Lộc phát             |              | Lê Bảo Trung                   |        |
| 2016 | Mặt nạ máu           | ông Nguyễn   | Đỗ Thành An                    |        |

## Giải thưởng
| Năm  | Lễ trao giải      | Tác phẩm | Hạng mục                         | Kết quả   | Nguồn         |
| ---- | ----------------- | -------- | -------------------------------- | --------- | ------------- |
| 2003 | Giải Cánh diều    | Hải âu   | Nam diễn viên triển vọng         | Đoạt giải | [ 24 ] [ 25 ] |
| 2003 | Ngôi sao Bạch Kim |          | Nam ca sĩ có phong cách ấn tượng | Đoạt giải | [ 26 ] [ 27 ] |